# Cerebral Bore
Cerebral Bore je škotski tehnički death metal sastav iz Glasgowa.

## Povijest sastava
Sastav je osnovan u Glasgowu 2006., te je nazvan prema oružju iz serijala videoigri Turok. Kasnije iste godine objavljuju prvi demo The Dead Flesg Architect, a iduće kreću u New York na svoj prvi nastup u inozemstvu, a nakon povratka na turneju u UK ponovno odlaze u SAD gdje nastupaju sa sastavima Suffocation, Brutal Truth i Decourment. Godine 2009. kreću na novu turneju, ovaj put po središnjoj Europi, Skandinaviji te Rusiji.
Godine 2010. pridružuje im se tada 18-godišnja pjevačica Simone "Som" Pluijmers iz Nizozemske. Sredinom godine snimaju debitantski studijski album Maniacal Miscreation te ga samostalno objavljuju, nakon čega kreću na turneju po ljetnim festivalima. U prosincu 2010. potpisuju za izdavačku kuću Earache Records koja im ponovo objavljuje album u lipnju 2011. Za pjesme "The Bald Cadaver" i "Maniacal Miscreation" s tog albuma snimljeni su spotovi. Godine 2012. samo dan prije njihove turneje po SAD-u, Som Pluimjers napušta sastav, a trenutačno je zamjenjuje Shawn Whitaker. Godine 2014. objavili su split singl s Carcassom.
Njihovu glazbu portal Allmusic opisuje kao "kombinaciju brutalnosti death metala s iznenađujućom dozom melodije i tehničkog umijeća", a Blabbermouth kao "brutalni death metal s osobnošću i kompozicijskom raznolikošću."

## Članovi sastava
Trenutačna postava
- Allan "McDibet" MacDonald - bubnjevi
- Paul McGuire - gitara
- Federico Benini - bas-gitara

Članovi za naszupe uživo
- Shawn Whitaker - vokal

Bivši članovi
- Simone "Som" Pluijmers - vokal
- Kyle Rutherford - bas-gitara
- Ross Muir - bas-gitara
- Phil Differ - bas-gitara
- Marc Mullen - gitara
- Chris Lewis - vokal
- Ross Howie - vokal
- Paddy Connoly - vokal
- Davie Culbert - vokal

## Diskografija
Studijski albumi
- Maniacal Miscreation (2010./2011.)

EP
- The Dead Flesh Architect (2006.)

## Vanjske poveznice
- Službena Facebook stranica
- Službena Myspace stranica